# El Mirador, Hueytamalco
El Mirador är en ort i Mexiko.   Den ligger i kommunen Hueytamalco och delstaten Puebla, i den sydöstra delen av landet, 200 km öster om huvudstaden Mexico City. El Mirador ligger 395 meter över havet och antalet invånare är 300.
Terrängen runt El Mirador är kuperad åt nordväst, men åt sydost är den platt. Runt El Mirador är det ganska tätbefolkat, med 104 invånare per kvadratkilometer. Närmaste större samhälle är Tlapacoyan, 19,8 km sydost om El Mirador. Omgivningarna runt El Mirador är en mosaik av jordbruksmark och naturlig växtlighet.